# Bruno Arcari (bokser)
Bruno Arcari (ur. 1 stycznia 1942 w Atinie) – włoski bokser, zawodowy mistrz świata, olimpijczyk.

## Kariera w boksie amatorskim
Zdobył brązowy medal w wadze lekkopółśredniej (do 63,5 kg) na mistrzostwach Europy w 1963 w Moskwie po wygraniu dwóch walk i przegranej w półfinale z Jerzym Kulejem. Zwyciężył w wadze lekkiej (do 60 kg) na mistrzostwach świata wojskowych w 1963 we Frankfurcie i w wadze lekkopółśredniej na igrzyskach śródziemnomorskich w 1963 w Neapolu (w finale pokonał Habiba Galhię z Tunezji). Ponownie zdobył złoty medal, tym razem w wadze lekkopółśredniej, na mistrzostwach świata wojskowych w 1964 w Tunisie.
Wystąpił w wadze lekkiej na igrzyskach olimpijskich w 1964 w Tokio, ale przegrał pierwszą walkę z Alexem Oundo z Kenii i odpadł z turnieju.
Był mistrzem Włoch w wadze lekkopółśredniej w 1962 i 1963.

## Kariera w boksie zawodowym
Rozpoczął zawodowe uprawianie boksu w grudniu 1964. Pierwszą walkę zawodową przegrał, ale potem wygrał kolejnych 10, w tym z byłym mistrzem świata w wadze lekkiej Joe Brownem w marcu 1966. W sierpniu tego roku został pokonany przez Massimo Consolatiego w pojedynku o tytuł zawodowego mistrza Włoch w wadze junior półśredniej. Była to druga i ostatnia porażka Arcariego na zawodowym ringu. W grudniu 1966 zrewanżował się Consolatiemu i odebrał mu tytuł, który potem kilkakrotnie skutecznie bronił.

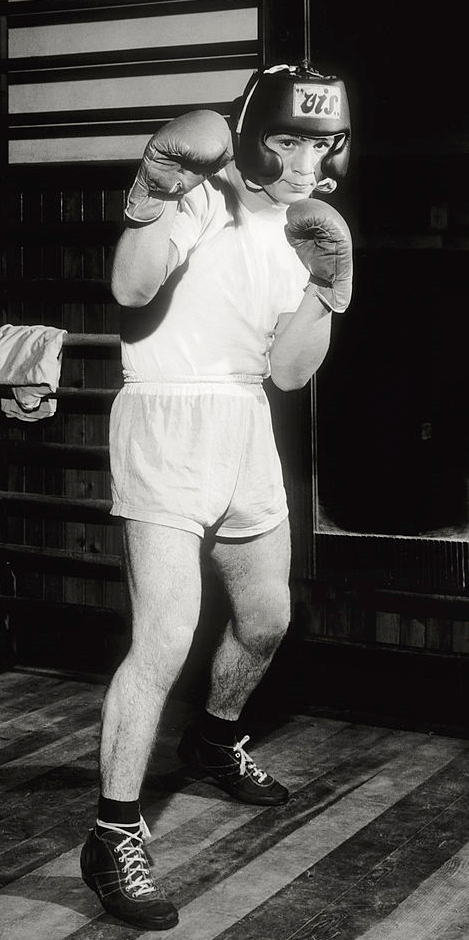
AArcari w 1964

7 sierpnia 1968 w Rzymie wiedniu pokonał Johanna Orsolicsa i zdobył tytuł mistrza Europy (EBU) w kategorii junior półśredniej. Czterokrotnie obronił ten pas  wygrywając m.in. z Willim Quatuorem w styczniu 1969.
31 stycznia 1970 w Rzymie zdobył tytuł mistrza świata federacji WBC w wadze junior półśredniej wygrywając z dotychczasowym mistrzem Pedro Adigue. Dziewięć razy bronił tego tytułu, wygrywając z René Roque i Raimundo Diasem w 1970, João Henrique, Enrique Janą i Domingo Barrerą w 1971, ponownie Henrique i Everaldo Costą Azevedo w 1972, Jørgenem Hansenem w 1973 oraz z Antonio Ortizem w 1974. Po tej ostatniej obronie zrezygnował z tytułu mistrzowskiego i przeniósł się do wagi półśredniej. Stoczył w niej 11 walk, z których 10 wygrał i 1 zremisował (z Rockim Mattiolim w 1976). Zakończył karierę boksera zawodowego w 1978.